# بوري ويرنر
بوري ويرنر (بالنرويجية: Børre Werner)‏ (و. 1942 – م) هو كاتِب من النرويج.

## جوائز
حصل على جوائز منها:
- Beerhound of the Year  [لغات أخرى]‏ (1982).

## وصلات خارجية
- بوري ويرنر على موقع IMDb (الإنجليزية)